# تومي دويل (لاعب كرة قدم)
تومي دويل (بالإنجليزية: Tommy Doyle)‏ هو لاعب كرة قدم بريطاني في مركز الوسط، ولد في 17 أكتوبر 2001 في مانشستر في المملكة المتحدة. لعب مع مانشستر سيتي.

## وصلات خارجية
- تومي دويل على موقع الاتحاد الأوربي (الإنجليزية)
- تومي دويل على موقع قاعدة بيانات كرة القدم.إي يو (الإنجليزية)
- تومي دويل على موقع ليكيب (الفرنسية)
- تومي دويل على موقع Soccerbase.com (لاعب) (الإنجليزية)
- تومي دويل على موقع Soccerway.com (الإنجليزية)
- تومي دويل على موقع عالم كرة القدم.نت (الإنجليزية)